# 14669 Beletic
14669 Beletic (1999 DC) là một tiểu hành tinh nằm phía ngoài của vành đai chính được phát hiện ngày 16 tháng 2 năm 1999 bởi Khảo sát thiên thạch OCA-DLR ở Caussols.